# Bryoptera divulsa
Bryoptera divulsa är en fjärilsart som beskrevs av Walker 1860. Bryoptera divulsa ingår i släktet Bryoptera och familjen mätare. Inga underarter finns listade i Catalogue of Life.